# Asplenium protractum
Asplenium protractum là một loài dương xỉ thuộc họ Aspleniaceae. Loài này được Tardieu-Blot và Carl Christensen mô tả đầu tiên trong tạp chí Bulletin du Muséum national d'histoire naturelle, loạt thứ hai, tập Sáu, trang 107, năm 1934. Danh pháp khoa học của loài này vẫn còn gây tranh cãi. Mẫu chuẩn của loài này hiện được lưu trữ tại Bảo tàng Lịch sử Tự nhiên Quốc gia của Pháp. Với barcode là MNHN-P-P00622796. Mẫu vật này được thu tại Hà Nội trong một chuyến du khảo của P. A. Eberhardt vào năm 1906.
Tại Việt Nam, Asplenium protractum được ghi nhận vùng phân bố ở Hà Nội và khắp vùng Lang Bian (độ cao 1.650 m).